# Frances Scholz

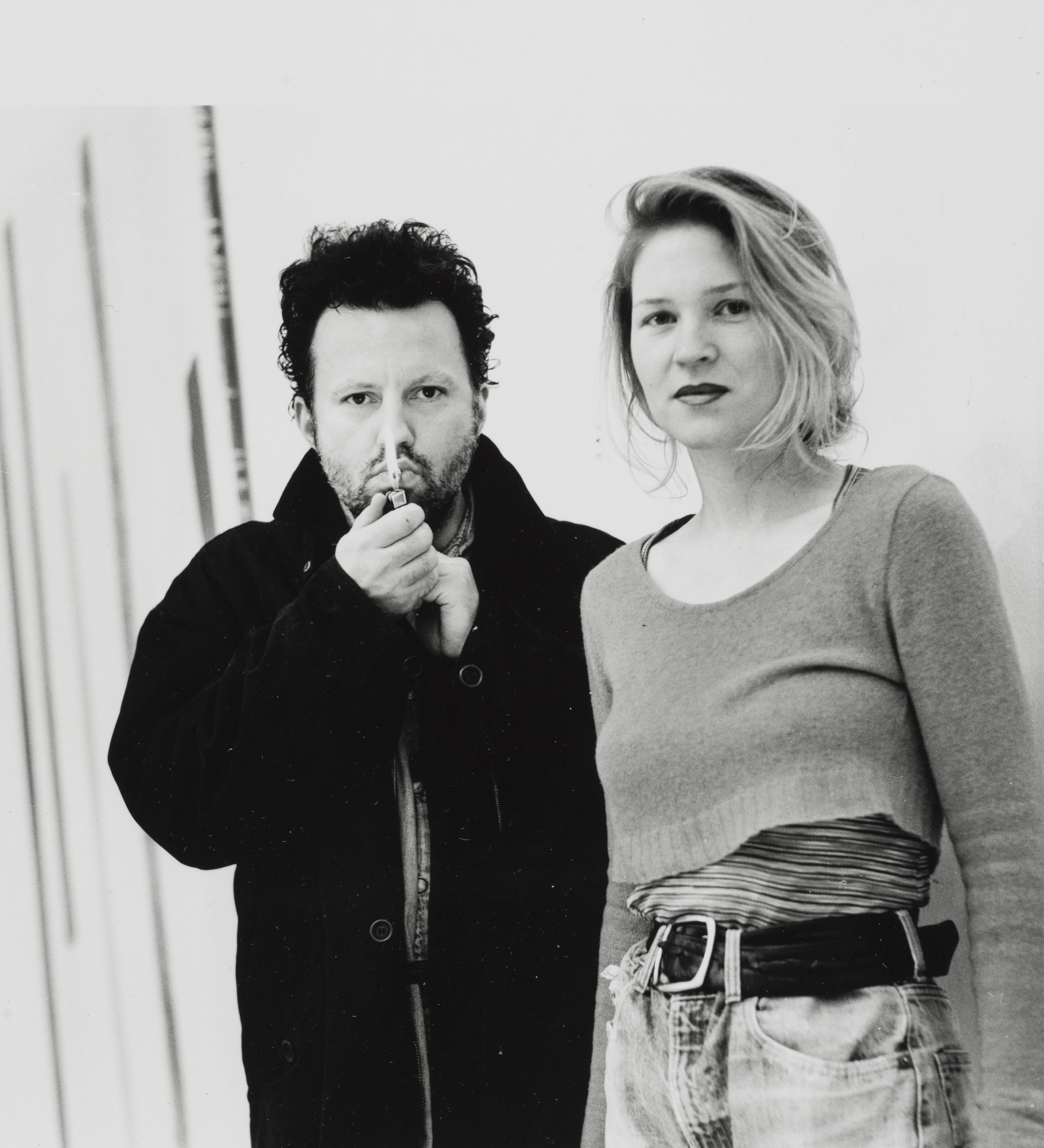
Frances Scholz mit Walter Dahn in der Villa Waldberta (1996)

Frances Scholz (* 1962 in Washington, D.C.) ist eine deutsch-US-amerikanische Künstlerin. Sie ist Professorin für Malerei an der Hochschule für Bildende Künste Braunschweig (HBK Braunschweig).

## Leben
Frances Scholz studierte von 1982 bis 1988 an der Hochschule der Künste Berlin bei Kuno Gonschior freie Malerei. Bereits zu Anfang ihres Studiums erhielt sie 1983 das Peter Mertes-Stipendium des Bonner Kunstvereins. Es folgte 1992 der Förderpreis des Landes Nordrhein-Westfalen, 1995 das Karl-Schmidt-Rottluff-Stipendium und das Stipendium des Künstlerhauses Villa Waldberta der Stadt München, 1996 ein Arbeitsstipendium der Stiftung Kunstfonds (Bonn), 1999 das Stipendium der Deutschen Akademie Rom (Villa Massimo) und 2002 ein Auslandsstipendium in Los Angeles des Landes Nordrhein-Westfalen. 2016 war Frances Scholz „Artist in Residence“ der Chinati Foundation in Marfa (Texas).
Arbeiten der Künstlerin wurden unter anderem in diesen Institutionen gezeigt: CAPC Museum (Bordeaux), Museum Abteiberg (Mönchengladbach), Bonner Kunstverein, Albrecht Dürer Gesellschaft (Nürnberg), Kunsthalle Düsseldorf, Kunstverein Arnsberg, Neuer Aachener Kunstverein (NAK), Museum of Contemporary Art (MOCA, Los Angeles), Museum Ludwig (Köln), Bundeskunsthalle (Bonn), Kunstverein Hannover.
Permanente Werke sind das Wandgemälde „Waterloo“ von 2009 im Orchesterzentrum NRW (Dortmund) sowie die Arbeit „Porenbau“ von 2001 in der Rotunde des Biocenters der Rheinischen Friedrich-Wilhelms-Universität Bonn.

An den Filmprojekten von Frances Scholz beteiligten sich zahlreiche bekannte Künstler, Musiker, Autoren und Schauspieler wie John Kelsey, Norman Klein, Chris Kraus, Andreas Neumeister, Julia Scher, Kasper König, Cosima von Bonin, „Cyan Kid“, Per Mertens, „The Warnings and Mark von Schlegell“ und Paul Giamatti. Die Filme wurden unter anderem im Witte de With (Rotterdam), MAMCO (Genf), Arnolfini (Bristol), in der Greene Naftali Gallery (New York), im Kölnischen Kunstverein und im Berliner Kino Babylon aufgeführt.
Frances Scholz ist seit 2002 Professorin für Malerei an der Hochschule für Bildende Künste Braunschweig (HBK Braunschweig). 2008 heiratete sie den US-amerikanischen Schriftsteller und Kunsttheoretiker Mark von Schlegell, mit dem sie in Köln lebt.

## Ausstellungen

### Einzelausstellungen
- 2017: Clages, Köln, „Frances Scholz – ungekämmt“
- 2017: ak Raum, Köln, „Frances Scholz: Hugging Machine (T.G. Throne)“
- 2017: The Kitchen, New York, „Frances Scholz: AMBOY (New York Premiere/Special Performance)“
- 2016: Tif Sigfrids, Los Angeles, „Frances Scholz, Orange You Glad You Can Read“
- 2016: Museum Ludwig (Filmforum), Köln, „Amboy – The European Premiere“
- 2016: The Chinati Foundation/Locker Plant und Crowley Theater, Marfa (Texas), „Frances Scholz, Open Studio and Film Screening“
- 2016: The Emily Harvey Foundation, New York, „Friend’ Talk and Screening ‚Starlite‘“
- 2015: Etablissement d'en face/WIELS, Brüssel, „PUBLIKATIONEN + EDITIONEN presents Frances Scholz and Mark von Schlegell“
- 2015: Wattis Institute for Contemporary Arts (California College of the Arts, CCA), San Francisco, „Amboy, Frances Scholz and Mark von Schlegell“
- 2015: a.m., London, „Frances Scholz, Episodes of Starlite I–V“
- 2014: Tif Sigfrids, Los Angeles, „Frances Scholz: Amboy“
- 2014: Satellite Space, Los Angeles, „Frances Scholz/Fischli & Weiss, China City/Der geringste Widerstand“
- 2013: Museum of Contemporary Art (MOCA), Los Angeles, „Frances Scholz, Starlite Screening“
- 2013: Zeppelin Museum, Kunstverein Friedrichshafen
- 2012: Jack Chiles Gallery, New York, „Starlite in the Credit System“
- 2012: Chisenhale Gallery, London, „Filmscreening“
- 2010: Babylon Kino, Berlin, „Filmscreening“
- 2010: Kölnischer Kunstverein, Köln, „Filmscreening“
- 2010, 2005, 2003, 1999, 1996, 1995: Sprüth Magers Galerie, Berlin, London
- 2010, 2007, 2002, 2000, 1999, 1996, 1994: Tony Wüthrich Galerie, Basel
- 2008: Greene Naftali, New York, „Filmscreening“
- 2008, 2001: Arnsberger Kunstverein, Arnsberg
- 2004: Reena Spaulings Fine Arts, New York
- 2001, 1998, 1996: Galerie Gabriele Rivet, Köln
- 2006, 2000, 1997: Galerie Fahnemann, Berlin
- 1999: Villa Massimo, Rom, „Gerade noch“
- 1994: Albrecht Dürer-Gesellschaft, Nürnberg
- 1993: Autoren Galerie Kostka im Wasserturm, Köln-Braunsfeld
- 1993: Bonner Kunstverein, Peter Mertes Stipendium
- 1992: Galerie HAM, Nagoya
- 1990: Städtisches Museum Abteiberg, Mönchengladbach
- 1988: Galerie Vincenz Sala, Berlin

### Gruppenausstellungen
- 2017: Galeria Studio, Warschau, „Films by Frances Scholz as part of a collaboration with Aura Rosenberg on ‚Berlin Childhood around 1900‘“
- 2016: Halle für Kunst, Lüneburg, „Fantasie“
- 2015:	Bundeskunsthalle, Bonn, „Artists against AIDS“
- 2015: Kunstverein Hannover, „Raumstationen – 87. Herbstausstellung […]“
- 2014/2015: SCHAUWERK SINDELFINGEN, „LADIES FIRST! – Künstlerinnen aus der Sammlung Schaufler“
- 2013: ltd, Los Angeles, „A short history of Cologne“
- 2013: Kunstmuseum Bonn, Videonale 14th
- 2012: Städtische Galerie Kubus, „Orte, Places, Endroits“
- 2011: CAPC Museum, Bordeaux, „Dystopia“
- 2011: Mamco, Geneva, „Episodes of Starlite I, II & III, as part of the Cosima von Bonin Exhibition Loop #3“
- 2011: Arnolfini, Bristol, „Episodes of Starlite I & II, as part of the Cosima von Bonin Exhibition Loop #2“
- 2010: Witte de With, Rotterdam „Episodes of Starlite I, as part of the Cosima von Bonin Exhibition Loop #1“
- 2010: Schmela Haus, K21, Düsseldorf, „Filmscreening“
- 2008: Badischer Kunstverein, Karlsruhe, „Rom, Report“
- 2009, 2006, 2005, : Bonner Kunstverein
- 2006: Dorottya Gallery, Budapest, „Videonale Bonn. Presentation and Video-Selection“
- 2006: Pfalzgalerie Kaiserslautern, Kaiserslautern, „Faszination Fußball“
- 2005: Kunstverein Region Heinsberg, Jubiläumsausstellung, 20 × 20
- 2005: Pinakothek der Moderne, München, „P.P.P.- Pier Paolo Pasilini und der Tod“
- 2004: ACC, Weimar, „Glück“
- 2003: media.art.zentrum, „Erlangen, PPP, Ostia am Meer“
- 2000: Museum Ludwig, Köln, „Gegen den Strich - die Sammlung Miess“
- 2000: 4. Werkleitz Biennale, „Real Work“
- 1999: Kunsthalle Nürnberg, Nürnberg, „CHROMA Malerei der 90er Jahre“
- 1998: Bonner Kunstverein, Bonn, „Videonale 8“
- 1998: Kunsthalle Düsseldorf, Düsseldorf, Karl Schmidt Rottluff-Stipendium
- 1996: Kunstmuseum Bonn, „Farbe“
- 1996: Stadtgalerie Sofia, „Nähe und Ferne“
- 1986: Frankfurter Kunstverein, „Dynamik“